# ディズニー365
『ディズニー365』は、ディズニー・チャンネル及びディズニーXDで放送されていて、ディズニープラスでも配信されている番組である。放送開始は2004年5月3日。2020年3月31日に放送終了した。

## 概要
ディズニー映画の最新作や、東京ディズニーリゾートの最新情報、ディズニー作品のDVDやグッズなどを紹介する。タイトルの『365』とは、365日放送されていることから由来する。
2013年より、ナレーションは鹿野潤が担当。

## 出演者（MCなど）
2004年5月3日 - 2004年12月
- 岡田幸樹

2005年1月 - 2005年9月
- 溝呂木賢

2005年10月 - 2008年5月4日
- 松岡修造（2007年3月までMC）
- 三倉茉奈・佳奈（リポーター、2007年4月よりMC）
- FLIP-FLAP（リポーター）
- 伊﨑右典、伊﨑央登（2007年12月3日よりリポーター）

2008年5月5日 - 2010年10月3日
- 平山あや、須賀健太

2010年10月4日 - 2011年10月2日
- 吉沢亮、石田ニコル

2011年10月3日 - 2013年3月31日
- 吉村卓也、倉益悠希

2013年4月1日 - 2015年4月5日
- 多田健二（COWCOW）、倉益悠希[1]

2015年4月6日 - 2018年3月31日
- 多田健二（COWCOW）、斎藤アリーナ[2]

2018年4月1日 - 2019年6月30日
- 多田健二（COWCOW）、美乃里フラナガン

2019年7月1日- 2020年3月31日
- 近藤春菜（ハリセンボン）[3]